# 最前線
最前線（さいぜんせん）とは、戦争において敵と接触する陣地を前線と呼ぶが、敵に最も近い戦場一帯を指し示す言葉である。転じて、進行している事象の最先端を指し、経済用語、ビジネス用語などでも使われる。

## 概要
軍事的に最前線は戦闘線の味方第一線を指し、敵の直接砲火の下にあることを意味する。さらに後方の第二線は最前線が崩れると第一線となるため戦術的には前線である。これに対して戦略的に後方に該当する区分を第三線、軍中央を第四線、銃後国民を第五線と称することがある。しかし、戦略ミサイル技術の発達とともに前線の概念は戦術的なもの、または、低強度紛争地域においてのみ使用される限定的なものとなっている。